# Румунія на літніх Олімпійських іграх 1900
Румунія дебютувала на літніх Олімпійських іграх 1900 в Парижі і була представлена одним спортсменом у стрільбі, який не здобув нагороди. Країна виступала до створення свого Національного олімпійського комітету. Наступний виступ на Олімпійських іграх пройшов у 1924, знову в Парижі.

## Результати змагань

### Стрільба
| Змагання | Спортсмени     | Фінал     | Фінал |
| Змагання | Спортсмени     | Результат | Місце |
| -------- | -------------- | --------- | ----- |
| Трап     | Георге Плагіно | 11        | 13    |